# Mallobathra strigulata
Mallobathra strigulata är en fjärilsart som beskrevs av Edward Meyrick 1924. Mallobathra strigulata ingår i släktet Mallobathra och familjen säckspinnare. Inga underarter finns listade i Catalogue of Life.